# Ахагар
Ахагар или Хогар (на арабски: جبال هقار) е планински масив, разположен във вътрешността на пустинята Сахара, в южната част на Алжир. Има почти кръгла форма с диаметър около 420 km. На североизток сухата долина Тафасасет го отделя от платото Тасилин-Аджер, а на северозапад сухите долини Игаргар и Тарахарт – от планинския масив Муйдир. На югозапад, юг и югоизток склоновете му полегато се спускат към платата Танезруфт, Тасилин-Ахагар и Джадо. Състои се от плосковърхи стъпаловидни хребети, със средна височина около 800 m, простиращи се от север на юг и базалтово плато със средна височина около 2000 m, над които се извисяват угаснали вулканични конуси (връх Тахат 3003 m).
Масивът е изграден основно от докамбрийски скали (гранити, гнайси, шисти), с които са свързани големите залежи на уран, платина, диаманти, никел и други полезни изкопаеми. От север и юг масивът е обкръжен от пясъчни куести, т.нар. „тасили“, които са с палеозойска възраст.
Климатът в Ахагар е планинско-пустинен, а по най-високите върхове през зимата често пада сняг. Годишната сума на валежите е под 100 mm. Само в най-горните части на сухите долини има почти постоянен повърхностен отток, където има сравнително гъста тревиста покривка и се срещат отделни дървета и малки горички, съставени от кипариси, мирти, палми, акации. В планината обитават муфлони, гепарди, лъвове.
Жителите на Ахагар са от етническата група имухаг, подразделение на туарегите и се занимават главно със скотовъдство (камили, овце, кози). На височина до 1500 m в редките оазиси е развито и слабо земеделие (просо, пшеница, бобови култури). Най-голямото селище в южното подножие на масива е Таманрасет, който е разположен на основната транссахарска автомобилна магистрала. Днес Ахагар е една от основните туристически атракции в Алжир.

## Национален парк
Платото Ахагар е също и един от 10-те национални парка в Алжир. Този национален парк има площ 3800 км² и е създаден през 1987.